# Aleksandr Khalifman
Aleksandr Valérievitx Khalifman (nascut el 18 de gener de 1966 a Leningrad) és un Gran Mestre d'escacs jueu, que ha ostentat les nacionalitats soviètica i russa. Va ser Campió del món el 1999.
Va aprendre a jugar a escacs als 6 anys, ensenyat pel seu pare. Va obtenir el títol de Mestre Internacional el 1986, i el de GM el 1990, fent un excepcional resultat en quedar en primer lloc a l'Obert de Nova York d'aquell any, per davant d'un grup de forts jugadors.
Tot i que roman inactiu des de novembre de 2019, a la llista d'Elo de la FIDE del maig de 2022, hi tenia un Elo de 2608 punts, cosa que en feia el jugador número 34 de Rússia. El seu màxim Elo va ser de 2702 punts, a la llista d'octubre de 2001 (posició 15 al rànquing mundial).

## Resultats destacats en competició
Khalifman fou campió juvenil de l'URSS el 1982, i el 1984, i va guanyar els Campionats de Moscou de 1985 i 1987. Es proclamà Campió d'Europa juvenil el 1985/1986 a Groningen.
El 1990 empatà als llocs 1r-4t al fort torneig de la GMA de Moscou 1990, amb Mikhaïl Gurévitx, Zurab Azmaiparaixvili i Ievgueni Baréiev. Va participar en el Torneig Interzonal de Manila de 1990, on hi acabà en el lloc 17è amb 7.5/13 punts. Fou quart al Torneig Interzonal de la FIDE de 1993 i es classificà per la fase final del Campionat del món de 1996, tot i que fou eliminat en primera ronda de les eliminatòries per Valeri Sàlov.

El seu èxit més notable fou guanyar el torneig pel Campionat del món de la FIDE de 1999 celebrat a Las Vegas, en què va guanyar a la final l'armeni Vladímir Akopian, de manera que va convertir-se oficialment en Campió del Món, títol que va mantenir durant un any, fins que el va perdre l'any 2000 al següent torneig pel campionat, celebrat a Nova Delhi, al qual hi participà però fou eliminat a quarts de final per qui seria el següent campió, Viswanathan Anand. En aquell moment, era només el número 44 del món en la Llista Elo de la FIDE, cosa que va comportar moltes comparacions desfavorables amb el Campió del Món “clàssic” Garri Kaspàrov, que era el número 1 a la mateixa llista. Khalifman va dir en aquell moment, "El sistema d'avaluació Elo funciona avantatjosament per als jugadors que juguen només en torneigs tancats per sistema round robin, i penso que els seus rànquings estan sobrevalorats. 

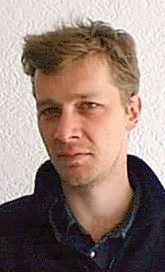
Khalifman, a Porz, el 2000

 Els organitzadors conviden la mateixa gent una vegada i una altra, perquè tenen un rànquing alt, i com que només juguen entre ells, el seu rànquing es manté sempre elevat." Potser a causa d'aquests comentaris, en Khalifman va ser convidat al següent Torneig de Linares, i va tenir una actuació bastant raonable, (quarta posició, a un punt i mig del campió, Kaspàrov).
Ha guanyat, a més, entre d'altres, els torneigs de Groningen 1990, Ter Apel 1993, Obert d'Eupen 1994, Obert de St. Peterburg 1995, 49è Campionat d'escacs de Rússia (Elistá) 1996, Torneig de Mestres de St. Peterburg 1997, Aarhus 1997, Campionat del món per equips de Lucerna 1997, Bad Wiessee 1998, Hoogenveen 2000, i, formant part de l'equip rus com a primer tauler, la XXXIV Olimpíada d'escacs, a Istanbul 2000.
A finals d'any, va participar en la Copa del món de 2005 a Khanti-Mansisk, un torneig classificatori per al cicle del Campionat del món de 2007, on va tenir una mala actuació i fou eliminat en segona ronda per Yuri Shulman.
El febrer del 2012 va empatar als llocs 4t-8è amb Hrant Melkumian, Maxim Rodshtein, Fabiano Caruana i Dmitri Andreikin a l'11è Aeroflot Open.

## Partides notables
- Bogdan Lalic vs Alexander Khalifman, Anibal Open 1997, gambit Benko: Acceptat, Variant Dlugy (A57), 0-1
- Alexander Khalifman vs Liviu Dieter Nisipeanu, wcc elim 1999, obertura catalana: variant tancada (E01), 1-0
- Alexander Khalifman vs Evgeny Bareev, Corus 2002, defensa francesa: variant Rubinstein, defensa Blackburne (C10), 1-0